# Martin Sinner
Martin Sinner (Coblenza, 7 de febrero de 1968) es un jugador de tenis con nacionalidad alemana. En su carrera ha conquistado dos torneos a nivel ATP, su mejor posición fue Nº42 en mayo de 1995.

## Títulos

### Individuales
| Leyenda                |
| Grand Slam (0)         |
| Tennis Masters Cup (0) |
| ATP Masters Series (0) |
| ATP Tour (2)           |

| N.º | Fecha | Torneo        | Superficie | Oponentes en la final | Resultado     |
| --- | ----- | ------------- | ---------- | --------------------- | ------------- |
| 1.  | 1995  | Copenhague    | Dura       | Andrei Olhovskiy      | 6–7, 7–6, 6–3 |
| 2.  | 1995  | Johannesburgo | Dura       | Guillaume Raoux       | 6–1, 6–4      |